# Die Prinzessin vom Mars

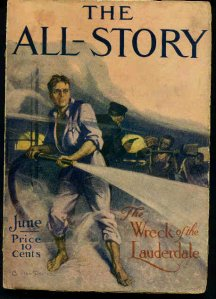
The All-Story (Juni 1912)

Die Prinzessin vom Mars ist einer der bekanntesten Romane des US-amerikanischen Schriftstellers Edgar Rice Burroughs und bildet den ersten Teil der Reihe John Carter vom Mars. Der Roman erschien von Februar bis Juni 1912 erstmals unter dem Titel Under the Moons of Mars im The All-Story Magazin und wurde ein Riesenerfolg. 1917 folgte die erste Buchausgabe mit dem Titel A Princess of Mars.

## Inhalt
Hauptmann John Carter gerät bei der Flucht vor den Apachen in eine mysteriöse Höhle, wo er von einer seltsamen Starre befallen wird. Irgendwann löst sich dabei der Geist von seinem Körper und er wird durch eine mysteriöse Kraft auf den Mars gezogen, wo er sich, wieder als körperlicher Mensch, in einer seltsamen Landschaft wiederfindet.
Bei der Erkundung seiner Umgebung begegnet er grünen Marsbewohnern, riesigen Geschöpfen mit vier Armen, die ihn gefangen nehmen. Da John Carter durch die geringere Schwerkraft des Planeten über gewaltige Körperkräfte verfügt, kann er sich trotzdem die Achtung der grünen Marsbewohner erkämpfen und wird einer der Frauen in Obhut gegeben. Diese Frau, Sola, unterscheidet sich von ihren Artgenossen dadurch, dass sie Liebe und Mitgefühl empfinden kann.
John Carter muss die grünen Marsbewohner auf ihrem Marsch zu dem Anführer ihres Volkes begleiten. Dieser soll das endgültige Urteil über sein Schicksal fällen. Unterwegs begegnet der Trupp einer Luftflotte der roten Marsmenschen, die bis auf die Hautfarbe den irdischen Menschen gleichen. Von den grünen Marsmenschen beschossen müssen die roten Marsmenschen fliehen. Dabei gerät allerdings die Prinzessin von Helium, Dejah Thoris, in die Gewalt der grünen Marsmenschen. John Carter freundet sich mit ihr an und verliebt sich in sie. Gemeinsam wagen sie zu fliehen, werden aber unterwegs getrennt. John Carter gerät erneut in die Gefangenschaft grüner Marsmenschen, die aber einem anderen Stamm angehören als dem, vor dem er geflüchtet ist. Gleich einem römischen Gladiator muss er in einer Arena gegen allerlei Geschöpfe um sein Leben kämpfen.
Er initiiert einen Aufstand aller Gefangenen, in dessen Verlauf ihm die Flucht gelingt.  Auf seinem Weg findet er ein seltsames Gebäude, wo er nach Essen und einem Nachtlager fragt. Er erfährt, dass er sich in der Atmosphärenfabrik befindet, in der die gesamte Atemluft für den Mars hergestellt wird. Durch einen Zufall gelingt es John Carter, die Gedanken des Fabrikwächters zu lesen, so dass er erfährt, wie man die Tore zu der Fabrik mit einer bestimmten Folge von Tönen öffnen kann. Gleichzeitig erfährt er auf die gleiche Weise, dass ihn der Wächter der Fabrik in der kommenden Nacht ermorden will, weil er zu viel gesehen hat. Es gelingt John Carter, rechtzeitig zu fliehen.
Sein weiterer Weg führt ihn in die Stadt Zadonga, die von roten Marsmenschen bewohnt wird, die aber Feinde von Helium sind. Zufälligerweise bringt John Carter in Erfahrung, dass Dejah Thoris in der Stadt gefangen gehalten wird. Sie soll dort Sab Than, den Prinzen von Zadonga heiraten. Da sie sich jedoch weigert, hat sein Vater Than Kosis, Helium den Krieg erklärt und belagert die Hauptstadt. Um nun in Erfahrung zu bringen, wo genau sich Dejah Thoris befindet, tritt John Carter den Luftkampftruppen von Zodanga bei. Weil er sich seine Haut inzwischen ebenfalls rot gefärbt hat, fällt er nicht weiter auf. Bei einem Aufklärungsflug gelingt es ihm, einen Vetter von Than Kosis vor den grünen Marsmenschen zu retten. Dafür wird er in die königliche Leibwache versetzt. Auf diese Weise gelingt es ihm, den Aufenthaltsort von Dejah Thoris zu ermitteln. Bei einem Versuch, sie zu befreien, muss er allerdings in seinem Flugzeug flüchten. Da dabei sein Kompass zerstört wird, kann sich John Carter nicht mehr orientieren. Orientierungslos fliegt er dahin und gerät über eine Schlacht von grünen Marsmenschen. Als diese ihn erblicken, beschießen sie sein Flugzeug und er stürzt zwischen die kämpfenden Parteien. Schnell entdeckt er, dass eine der Parteien zu dem Volk gehört, bei dem er zuerst gefangen war.
Diese werden von dem mächtigen Tars Tarkas angeführt, der John Carter schon beim ersten Mal gut gewogen war. Als ihm John Carter während des Kampfes das Leben rettet, erwirbt er sich eine noch größere Anerkennung. Da seine Rückkehr nicht unbemerkt blieb, muss Tars Tarkas John Carter zu seinem Herrscher, dem grausamen Tal Hajus, bringen. Dieser will John Carters Tod. Da er John Carter verbieten will, sich gegen alle Anschuldigungen zu verteidigen, zieht sich Tal Hajus den Unmut der anderen Fürsten zu. Tars Tarkas fordert ihn zum Zweikampf und siegt. Damit ist er der neue König. Er erklärt John Carter zu seinem Freund und kann von diesem dazu gewonnen werden, gegen Zodanga zu ziehen.
Mit einer gewaltigen Streitmacht ziehen die grünen Marsmenschen gegen die Stadt und können sie erobern. Dejah Thoris kann befreit werden und ist nun bereit, John Carter zu heiraten. Gemeinsam mit dem Heer der grünen Marsmenschen zieht John Carter nun nach Helium, wo es gelingt, auch das Belagerungsheer von Zodanga zu zerschlagen. John Carter heiratet Dejah Thoris und wird Prinz von Helium. Gemeinsam leben sie zehn Jahre glücklich miteinander. Plötzlich geschieht etwas Unerwartetes. Der Wächter der Atmosphärenfabrik stirbt, ohne seinen Nachfolger ernannt zu haben. Da niemand die Fabrik betreten kann, wird die Atemluft auf dem Mars immer knapper. Da erinnert sich John Carter daran, dass er ja die Farbkombination kennt, mit der man die Tore der Fabrik öffnen kann. Mit letzter Kraft fliegt er zur Fabrik und kann die Tore öffnen. Dann fällt er in Ohnmacht. Als er wieder aufwacht, befindet er sich in der Höhle, in die er vor den Apachen geflüchtet war. Verzweifelt verlässt er die Höhle. Er baut sich eine gutbürgerliche Existenz auf, lebt aber in der ständigen Sehnsucht nach dem Mars.

## Deutsche Veröffentlichungen
Mit bisher vier Übersetzungen ist dies der bis heute meistpublizierte Marsroman des Autors in Deutschland.
1925

Eine Marsprinzessin

Deutsche Übersetzung von Alfred Dieck

Dieck & Co. Verlag, Stuttgart

(mindestens 5 Auflagen)
1972

Die Prinzessin vom Mars

Deutsche Übersetzung von Leni Sobez

Williams-Verlag GmbH, Alsdorf
1996

Die Prinzessin vom Mars

Deutsche Übersetzung von Franziska Willnow

Kranichborn Verlag, Leipzig
2019

Eine Prinzessin vom Mars

Deutsche Übersetzung von Gabriele C. Woiwode

Apex Verlag, München

## Verfilmungen
- 2009 als Princess of Mars von Regisseur Mark Atkins von The Asylum[1]
- 2012 unter dem Titel John Carter – Zwischen zwei Welten von Regisseur Andrew Stanton von Walt Disneys Pixar Studios